# Comando de Agrupaciones Marco Interno
El Comando de Agrupaciones Marco Interno (CAMI) fue un comando de la Fuerza Aérea Argentina que condujo sus operaciones en el terrorismo de Estado en Argentina en las décadas de 1970 y 1980.

## Historia
En 1972, el Ejército Argentino repartió entre sus cuatro cuerpos de ejército —I Cuerpo, II Cuerpo, III Cuerpo y V Cuerpo— la jurisdicción territorial para la autodenominada «lucha contra la subversión» (Plan de Capacidades Marco Interno de 1972). Dentro de cada zona, el EA asignó el control de determinadas porciones de territorio a la Armada (ARA) y la Fuerza Aérea Argentina (FAA). El 5 de noviembre de 1975, el Comando General de la Fuerza Aérea creó el Comando de Agrupaciones Marco Interno (CAMI) con el objeto de centralizar la conducción de sus operaciones. El Comando de Operaciones Aéreas asumió el mando del CAMI. El 21 de mayo de 1976, el EA reorganizó la estructura vigente desde 1972 con el fin de intensificar la represión. Ese día, la fuerza terrestre aclaró «taxativamente» que no cedía la jurisdicción territorial puesta bajo su responsabilidad por el Consejo de Defensa en 1975. Luego, el 14 de junio de 1976, el Ejército cedió la Subzona 16 —partidos de Morón, Moreno y Merlo— a la FAA, que asignó la Fuerza de Tareas 100 a dicha subzona.
Desde enero de 1976 hasta enero de 1978, el comandante de Operaciones Aéreas fue el brigadier mayor Miguel Ángel Osses.